# Вільям Дадлі, єпископ Дарем

Герб єпископів Дарем.

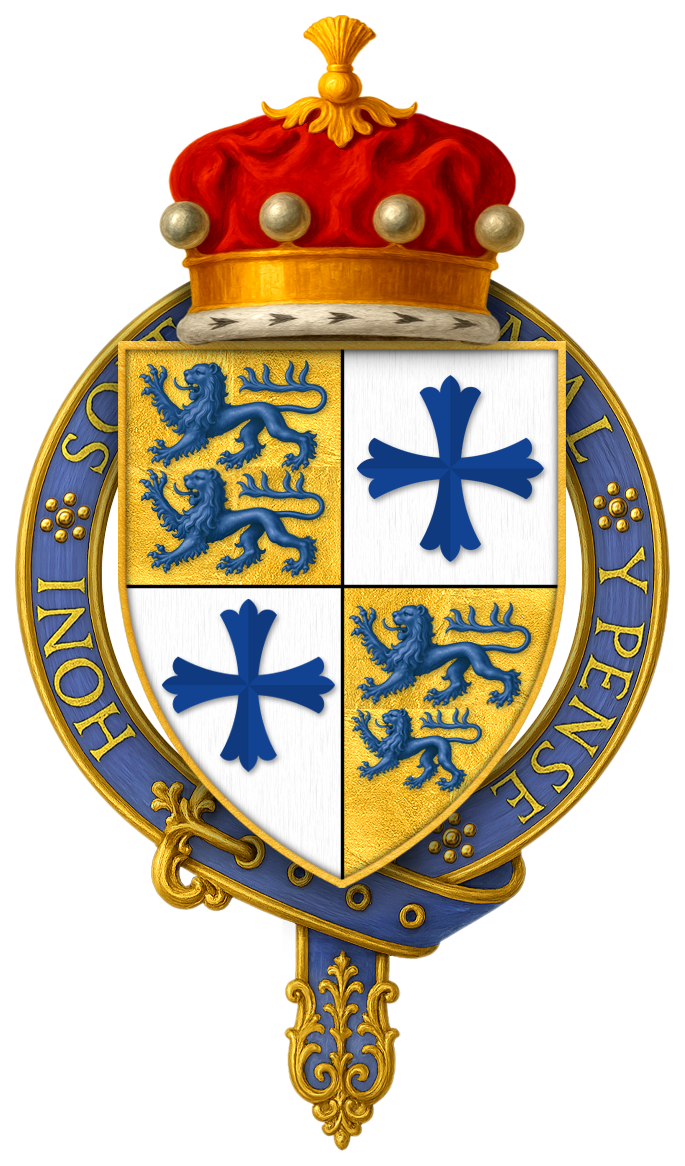
Герб баронів Дадлі.

Вільям Дадлі  (англ. - William Dudley) (помер у 1483 р.) – англійський церковний та державний діяч, вчений, декан Віндзор, єпископ Дарем, канцлер Оксфордського університету, лорд-канцлер Ірландії. 

## Життєпис
Вільям Дадлі при народженні мав ім’я Вільям Саттон з Дадлі. Він був молодшим сином Джона Саттона, І барона Дадлі. Він отримав посаду каноніка каплиці Святого Георгія у Віндзорі та посаду декана Королівської каплиці в 1471 році, а в 1473 році піднявся до декана Віндзора, посаду, яку він обіймав разом із деканом Вулвергемптона: після цього дві посади зазвичай займав один і той же людина.
Вільям Дадлі був номінований єпископом Дарем 31 липня 1476 року та був посвячений у цей сан між 1 вересня та 12 жовтня 1476 року. У 1483 році він підтримав Річарда, герцога Глостера, майбутнього короля Річарда III, у його боротьбі за трон Англії. В останні місяці свого життя він був канцлером Оксфордського університету. Вільям Дадлі помер 29 листопада 1483 року.